# Dorothy C. Stratton

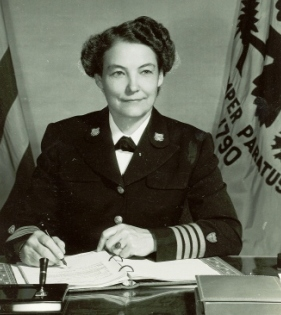
Capt. Dorothy C. Stratton

Dorothy Constance Stratton (* 24. März 1899 in Brookfield, Missouri; † 17. September 2006 in West Lafayette, Indiana) war die Leiterin von SPARS, der weiblichen Reserve der United States Coast Guard während des Zweiten Weltkriegs.
Sie schloss 1920 ihr Studium an der Ottawa University in Kansas ab und erhielt ihren MD an der University of Chicago. Sie erwarb den Grad eines PhD an der Columbia University und lehrte an öffentlichen Highschools in Brookfield (Missouri), Renton (Washington) und San Bernardino (Kalifornien), bevor sie Assistenzprofessorin für Psychologie an der Purdue University wurde.
Im Jahre 1942  trat sie in WAVES als Kapitänleutnant ein. Später  wurde sie nach Washington, DC  zur Küstenwache abkommandiert, um die weibliche Reserve der Küstenwache aufzubauen und wurde von der United States Navy an die US-Küstenwache überstellt. Von ihr stammt der Name SPARS, der das Motto der Küstenwache Semper Paratus und die englische Übersetzung Always Ready kombiniert. Sie wurde mit dem Rang eines Korvettenkapitän zum ersten Leiter der Einheit ernannt.
Stratton blieb auf dem Posten bis 1946 und erreichte den Rang eines Kapitän zur See. Ihr waren über 10.000 eingeschriebene Frauen und 1.000 Berufsoffiziere unterstellt.
Sie verließ die Küstenwache 1946, nachdem SPARS demobilisiert wurde. Als Anerkennung für ihre Dienste wurde sie in die Legion of Merit aufgenommen.
Nach dem Krieg arbeitete Stratton von 1947 bis 1950 als Personaldirektorin für den Internationalen Währungsfonds. Danach war sie bis 1960 leitende Direktorin des Verbandes Girl Scouts of the USA.
Stratton starb in West Lafayette, Indiana im Alter von 107 Jahren.
Nach ihr ist der Captain Dorothy Stratton Leadership Award der Sea Services Leadership Association benannt, der seit 2001 an einen weiblichen Offizier der Küstenwache vergeben wird. Im Jahre 2005 ehrte die Ottawa University Alumni Association Stratton für ihr herausragendes Lebenswerk.
Am 23. Juli 2010 wurde ein neues Mehrzweckschiff der US-Küstenwache (WMSL 752) in Pascagoula von First Lady Michelle Obama in Andenken an Dorothy Stratton auf den Namen Stratton getauft.